# がむしゃらプロレス
がむしゃらプロレス（英: GAMSHARA PRO-WRESTLING）は、福岡県北九州市を中心に活動している社会人プロレス団体。キャッチフレーズは「北九州をこよなく愛し熱くする」。

## 歴史
2003年9月、プロレス居酒屋「がむしゃら」を母体に設立。12月7日、紫水会館で旗揚げ戦を開催。
社会人プロレス団体であるため全員が仕事をしながら試合をしているが、年間数回の自主興行を開催するほか、北九州市のイベントにも数多く参加している。また、アニスピガールズ（後述）を中心としてアニソンとのコラボも多くイベントを盛り上げている。試合やイベント以外には、高齢者施設や児童養護施設などへの慰問活動も精力的に行っている。
2013年3月、がむしゃらプロレス道場を開設。藤波辰爾、筑前りょう太、藤田ミノルらが駆けつけて盛大にパーティーを開催。9月、後援会を発足。12月1日、後援会がリングエプロンのスポンサーになっている。
2020年8月20日、がむしゃらプロレス2代目代表にSMITHが就任。同年8月26日、初代代表で団体創始者の矢野貴義（ドン・タッカー）が逝去。

## プロレスラーとの関係
試合にはこれまで数多くのプロレスラーが参戦している。また、北九州で開催される他団体の興行に所属選手が出場したり、福岡で開催される興行にリングの貸し出しをしている。
北九州出身の久保希望は、がむしゃらプロレスを主戦場としているためポスターなどで所属団体が「がむしゃらプロレス」と表記されることがある。
2014年に結成されたヒールユニット「GWO（Gamshara World Order）」にはKENSO、葛西純、藤田ミノル、ハチミツ二郎が加入し、2016年には大向美智子が加入した。

## タイトルホルダー
| タイトル                      | 保持者                                    | 歴代   |
| ----------------------------- | ----------------------------------------- | ------ |
| GWAヘビー級王座               | 鉄生                                      | 第16代 |
| GWAインターコンチネンタル王座 | 空位                                      |        |
| GWAタッグ王座                 | KENZO 嵐弾次郎                            | 第16代 |
| GWA6人タッグ王座              | ポール・ブレイザー ダイナマイト九州 SMITH | 第3代  |
| GWAジュニアヘビー級王座       | トゥルエノ・ゲレーロ                      | 第16代 |
| 九州ダイナマイト級王座        | SMITH                                     | 第11代 |
| キングオブ小倉キャッスル王座  | 陽樹                                      | 初代   |

| タイトル                      | 覇者                | 年代   |
| ----------------------------- | ------------------- | ------ |
| TOP OF THE SUPER GAMSHARA Jr. | MIKIHISA            | 2022年 |
| GAM1 CLIMAX                   | HIROYA              | 2023年 |
| 1DAY TAG TOURNAMENT           | 美原輔 サムソン澤田 | 2018年 |

## 所属選手・主要参戦選手

### Dream Tuber
- SMITH
- トゥルエノ・ゲレーロ
- HIROYA
- 七海健大
- 嵐弾次郎（丹の国プロレス）
- シドニー・昌太・スティーブンス（岩国プロレスリング）

### Re:ZARD
- 陽樹
- 鉄生
- サムソン澤田

### NASTY OUTSIDERS
- ジェロニモ
- 尾原毅
- MIKIHISA
- 豪右衛門
- BIG-T
- 久保希望（フリー）
- ドラゴン・ウォリアー（毛利道場/egoist）
- モミチャンチン（毛利道場/egoist）
- ALLマイティ井上（松江だんだんプロレス）
- 杉浦透（プロレスリングFREEDOMS）

### セクシーおまけ軍
- ダイナマイト九州
- パンチくん
- 竹ちゃんマン

### 無所属
- ドン・タッカー
- YASU
- リキ・ライタ
- NIKKY

## スタッフ
- 代表 : SMITH（2代目代表、2020年8月20日 - ）
- 副代表 : 鉄生
- 副代表 : トゥルエノ・ゲレーロ
- 顧問 : 石田順平
- 永久"最高"顧問 : 矢野貴義（ドン・タッカー）（初代代表、旗揚げ - 2020年8月19日）
- 運営本部長兼リングアナウンサー : SHIGEKICHI
- リングアナウンサー兼レフェリー : KK
- メインレフェリー : 古賀愼太郎
- レフェリー : Bee那須
- レフェリー : バッチコイ雄大
- スケジュール管理/雑用 : ダイアナ
- サポートスタッフ : ライライ

## 歴代所属選手
- アリマティ
- ジャンボ原
- TA-KI
- TOSSHI
- 林祥弘

## イベント及び大会

### プロレス居酒屋がむしゃら開店15周年記念北九州芸術劇場大会
2015年11月1日、北九州芸術劇場 大ホールで「プロレス居酒屋がむしゃら開店15周年記念」を開催。お祝いのメッセージビデオには棚橋弘至、大谷晋二郎、高木三四郎がメッセージを寄せた。前日には15周年記念パーティーを開催。前日入りしたKENSO、佐々木貴、新井健一郎、くいしんぼう仮面、ものまねタレントの英二、お笑い芸人のはりけ〜んず前田、ハチミツ二郎がファンや関係者らと15周年を祝福。

### 北九州からあげ王座選手権
2015年8月29日と30日、門司港レトロ中央広場で開催された福岡県北九州市の、からあげ屋20店舗以上が参加したからあげフェスタの第1回。がむしゃらプロレス後援会会長が実行委員長でもあったため実現。

### スペースワールド開業25周年記念コラボイベント
2015年7月5日、福岡県北九州市八幡東区にあるテーマパーク「スペースワールド」でイベントを開催。「GAMSHARA SUMMER IMPACT〜君はこの"G"に耐えられるか!〜」と銘打たれたイベントは宇宙をテーマにした日本初のテーマパーク「スペースワールド」の開業25周年を記念したものである。

### 旗揚げ10周年記念北九州芸術劇場大会
2013年12月1日、北九州芸術劇場 中ホールで旗揚げ10周年記念イベント「GAMSHARA OLYMPIC 2013 歴史的瞬間を見逃すな!!」を開催。試合会場では旗揚げ10周年記念ブック「10th OFFICIAL BOOK」を販売。

### 北九州メディアドーム大会
2014年5月6日、競輪発祥の地である北九州メディアドーム（旧：小倉競輪場）で「GAMSHARA WRESTLE KINGDOM〜辿り着いた俺達の夢〜」と題したイベントを開催。当日は競輪レースが「がむしゃらプロレス杯」として開催されていた。旗揚げ当初は専用の練習場がなかったため北九州メディアドーム前の広場などでシートを敷いて練習していたことから念願のイベントになった。

### よしもとクリエイティブエージェンシーとのコラボイベント
2014年8月24日、よしもとあるあるYY劇場（福岡県北九州市小倉北区）で北九州地産地笑プロジェクト「吉本あるあるYY劇場×がむしゃらプロレス」と銘打たれたイベント試合を開催。イベントは2部構成でよしもとクリエイティブエージェンシーの芸人による漫才や選手とのコラボ漫才が行われた。

### 東日本大震災復興支援
2014年10月19日、「閖上復興祈願祭2014〜東日本大震災復興支援第5弾〜」を開催。これは福岡県北九州市にある「ボタンの会」が例年、東日本大震災復興支援として行っている「ひまわりプロジェクト」の一環。今回は「がむしゃらパワープロジェクト」と題して宮城県名取市の閖上湊神社の秋の例祭「閖上復興祈願祭」に併せてプロレスを開催。

### 熊本地震復興支援
2016年4月14日、震度7を観測する地震が熊本県に発生して直後の24日に開催した「チーム凱イベントで」は被災者で被難中のレフェリーのBee那須が熊本から駆けつけてリングで挨拶。6月19日、門司で震災復興チェリティーイベントを開催。プロレスリングFREEDOMSの佐々木貴と杉浦透が駆けつけた。7月24日、熊本県で開催された復興イベントにはリング提供して提供試合も行なった。

### 自主興行及びイベント
- あしはら夏まつり（2017.7.22(土) 北九州市立足原小学校）
- よしとみワッショイ春まつり（2017.6.4(日) 吉富フォーユー会館）
- がむしゃらプロレス チャリティーチョップ（2017.4.29(日) 小倉けいりん メディアドーム）
- 第9回 創造館 小文字祭（2017.4.29(日) 創造館クリエイティブハウス ）
- 小倉けいりん杯『1Dayタッグトーナメント』～新星超魂～（2017.4.23(日) 門司赤煉瓦プレイス）
- くいしんぼう仮面×がむしゃらプロレス合同マットプロレス（2017.4.15(土) スタジオ環）
- -熊本・大分・鳥取-震災復興支援チャリティイベント（2017.3.19(日) 門司港レトロハーバーデッキ）
- GAMSHARA The Unit Scramble～群雄割拠～（2017.2.26(日) 門司赤煉瓦プレイス）
- GAMSHARA MANIA'2016GAM1（2016.11.20(日) 門司赤煉瓦プレイス）
- GAM1 CLIMAX'2016 ～力戦奮闘～（2016.9.17(土)～18(日) 門司赤煉瓦プレイス）
- 第2回北九州からあげ王座選手権（2016.8.28(日) 門司港レトロ広場）
- "がむしゃらプロレスvs松江だんだんプロレス 6大タイトルマッチ"GAMUSHARA RESISTANCE～獅子奮迅～（2016.7.30(日) 門司赤煉瓦プレイス）
- 熊本・大分地震災害復興支援チャリティーイベント!!『がむしゃらパワープロジェクト』～プロレスで元気を届けよう～（2016.6.19(日) 門司港レトロ ハーバーデッキ広場→雨天のため門司赤煉瓦プレイス）
- チーム凱自主イベント『百花繚乱』～がむプロ春の侍祭り～（2016.4.24(日) 門司赤煉瓦プレイス）
- 第8回 創造館 小文字祭（2016.4.23(土)　創造館クリエイティブハウス）
- GWO自主イベント「BLACK VALENTINE's～激闘バレンタイン決戦～」（2016.2.14(日) 門司赤煉瓦プレイス）
- プロレス居酒屋がむしゃら15周年記念イベント「GAMSHARA MANIA 2015〜TEAM凱vsGWO全面対抗戦〜」（2015.11.1(日) 北九州芸術劇場 大ホール）
- 秋の皿倉山 おにぎり早食い大会（2015.10.25(日) 皿倉山山頂広場）
- 北方人権 まちづくりスポーツ大会 (2015.10.11(日) 北方児童館 北九州市小倉南区)
- ひなた家 祭り (2015.10.3(土) 社会福祉法人 絆の会 療養介護事業所 ひなた家 北九州市八幡西区)
- 北九州からあげ王座選手権（2015.8.30(日) 門司港レトロ広場）
- GAM1 CLIMAX 2015〜魂よ!奮い立て!!〜（2015.8.23(日) 門司赤煉瓦プレイス）
- スペースワールド25周年×がむしゃらプロレスコラボイベント「GAMSHARA SUMMER IMPACT〜君はこの"G"に耐えられるか!〜」（2015.7.5(日) スペースワールド）
- TOP OF THE SUPER GAMSHARA Jr. 2015〜気炎万丈〜（2015.5.5(火・祝) 門司赤煉瓦プレイス）
- 第7回 創造館 小文字祭（2015.4.25(土)　創造館クリエイティブハウス）
- GWO自主イベント「GWO TYPHOON〜時代は俺らを求めてる〜」（2015.2.15(日) 北九州パレス）
- 児童虐待・いじめ撲滅チャリティーイベント「GAMSHARA MANIA 2014〜未来への架橋〜」（2014.12.7(日) 北九州パレス）
- がむしゃらプロレス大感謝祭2014〜本当にみなさんのおかげです〜（2014.11.23(日) 旧：大連航路上屋イベントホール）
- 秋の皿倉山 おにぎり早食い大会（2014.10.26(日) 皿倉山山頂広場特設リング）
- がむしゃらパワープロジェクト「閖上復興祈願祭2014〜東日本大震災復興支援第5弾〜」（2014.10.19(日) 宮城県名取市「閖上」特設リング）
- がむしゃらプロレス×からだにいいごはん「ミネラルダイニングa′zur秋祭」（2014.9.20(土) a′zur(アジュール)北九州市小倉北区）
- GAM1 CLIMAX'2014〜天上天下唯我独尊〜（2014.9.14(日) 門司赤煉瓦プレイス）
- 吉本あるあるYY劇場×がむしゃらプロレスコラボイベント北九州地産地笑プロジェクト「吉本あるあるYY劇場×がむしゃらプロレス」(2014.8.24(日) 吉本あるあるYY劇場）
- 第8回吉岡稔真カップ争奪戦「小倉競輪イベント〜GAMSHARA WRESTLE KINGDOM PartⅡ〜」（2014.8.23(土) 北九州メディアドーム）
- きくがおか夏祭り2014（2014.7.26(土)　北九州市立企救丘小学校）
- 第6回創造館小文字祭（2014.5.24(土)　創造館クリエイティブハウス）
- 小倉けいりん がむしゃらプロレス杯F1記念「GAMSHARA WRESTLE KINGDOM〜辿り着いた俺達の夢〜」（2014.5.6(火・祝) 北九州メディアドーム）
- TOP OF THE SUPER GAMSHARA Jr. 2014〜真の闘いは己との闘い〜（2014.4.27(日) 門司赤煉瓦プレイス）
- 紫川リバーサイドフェスタ2014「KING OF RIVER 紫川頂上決戦!」（2014.3.29(土)～30(日) 勝山公園大芝生広場）
- GAMSHARA NEXT REVOLUTION〜新旧世代闘争勃発!!〜（2014.2.23(日) 北九州パレス）
- がむしゃらプロレス10周年記念イベント「GAMSHARA OLYMPIC 2013 歴史的瞬間を見逃すな!!」（2013.12.1(日) 北九州芸術劇場の中ホール）
- 北九州市制50周年記念事業 皿倉山アドベンチャー「秋の皿倉山おにぎり早食い大会&クイズラリー」イベント試合（2013.10.27(日) 皿倉山頂・帆柱自然公園）
- 北九州商工会議創立50周記念 小倉まちなか賑わい創出イベント「がむしゃらプロレス×アニソンライブ」（2013.10.20(日) 小倉城大手門前広場）
- GAM-1 CLIMAX'2013〜がむプロ最強を決める祭典〜（2013.9.22(日) 門司赤煉瓦プレイス）
- 日刊スポーツ杯争奪 お盆特選競争記念大会（2013.8.17(土) BOAT RACE若松 芝生広場）[2][3]
- GAMSHARA NEW WORLD〜門司港激熱計画〜（2013.7.28(日) 旧：大連航路上屋 イベントホール）
- 311を忘れない「わかちあい」市民のチャリティフェア（2013.6.9(日) 西港自動車学校 教習場内）
- 創造館小文字祭2013（2013.6.1(土) 創造館 野外スペース）
- 第26回巌流島フェスティバル（2013.5.4(土・祝) 山口県下関市巌流島）[4]
- TOP OF THE SUPER GAMSHARA Jr. 2013〜自力本願〜（2013.4.28(日) 門司赤煉瓦プレイス）
- 北九州をがむしゃらに盛り上げるっCHA part2（2013.4.7(日) チャチャタウン広場(小倉北区チャチャタウン内)）
- 門司港エンターテイメントショー（2013.3.23(土)～24(日) めかり潮風市場）
- GAMSHARA HEARTS〜新時代宣言〜（2013.2.10(日) 北九州パレス）
- 北九州をがむしゃらに盛り上げるっCHA!!!（2012.12.2(日) チャチャタウン広場(小倉北区チャチャタウン内)）
- GAMSHARA MANIA'2012〜時代は俺たちが変える〜（2012.11.23(金・祝)　北九州パレス）
- 美女と野獣の祭典 FESTIVAL OF BEAUTY AND THE BEAST（2012.8.26(日) 門司ブリックホール）
- GAM1 CLIMAX〜勇者よ!熱くなれ〜（2012.7.29(日) 門司赤煉瓦プレイス）
- 第25回巌流島フェスティバル「平成巌流島決戦〜強者が生き残る」（2012.5.4(金・祝) 山口県下関市巌流島）
- DREAMS COMBINE〜北九州聖地化計画〜（2012.4.8(日) 小倉北体育館）
- 追悼イベント「闘いに勝った男の旅立ち〜SHINGO FOREVER」川上真吾選手（享年26歳）追悼試合（2012.1.21(土) 北九州パレス）
- アニうた×プロレスCOLLABO EVENT「心に愛がなければスーパーヒーローじゃないのさ」（2011.11.3(木・祝) 北九州パレス）
- 第24回巌流島フェスティバル「東北地方太平洋沖地震チャリティイベント」（2011.5.4(水・祝) 山口県下関市巌流島）
- 東日本大震災チャリティーイベント「頑張れ東日本!!北九州からみんなの気持ちと元気よ届け!!」（2011.4.29(金・祝) 北九州パレス）
- 跳梁跋扈「L.O.C　typhoon〜狂悪な祭の招待状〜」（2011.2.20(日) 北九州パレス）
- がむしゃら祭2010〜ど派手に盛りあがろうぜ!!〜（2010.11.23(火・祝) 北九州パレス）
- GAMSHARA NEW ENERGY〜未来は己で掴め〜（2010.8.28(土) 北九州パレス）
- がむしゃらプロレスLIVE 2010 がむプロだョ!全員集合（2010.4.25(日) 北九州パレス）
- プロレス居酒屋がむしゃら10周年祭!!がむしゃら大感謝祭09〜10周年目突入だバカヤロー!!〜（2009.11.23(月・祝) 小倉北体育館）
- GAMSHARA WARS（2009.3.29(日) スミックスホールESTA）
- Extream Night〜悪夢ふたたび〜（2008.12.28(日) 北九州パレス）
- GAMSHARA The Magic Hour（2008.9.14(日) スミックスホールESTA）
- GAMSHARA EVOLUTION（2008.6.22(日) スミックスホールESTA）
- サマーバレンタイン 2007（2007.7.7(土) 紫川河畔水上ステージ）
- GAMSHARA MANIA 2006（2006.11.12(日) スミックスホールESTA）
- サマーバレンタイン 2006（2006.7.7(金) 紫川河畔水上ステージ）
- GAMSHARA SUMMER NIGHT FEVER!!（2006.6.11(日) スミックスホールESTA）
- 居酒屋がむしゃら5周年記念イベント「がむしゃら祭 2005」（2005.11.20(日) 紫水会館）
- 居酒屋がむしゃら4周年記念イベント「がむしゃら大忘年会」（2004.12.12(日) 紫水会館）
- 居酒屋がむしゃら3周年記念イベント「がむしゃら祭」（2003.12.7(日) 紫水会館）

### 最近の主な提供試合、参戦試合
- 大分プロレス THE FINAL（2017.7.23(日) 別府ビーコンプラザ・コンベンションホール）
- DDTプロレスリング 「Road to Ryogoku 2017～ドラマティック・ドリーム・鶏かしわめし～」（2017.7.8(土)  小倉パステルホール)
- INOUE-BOM-BA-YE（2017.6.8(日) 島根県広瀬町総合体育館）
- プロレスリングFREEDOMS 福岡・門司赤煉瓦プレイス大会（2017.5.21(日) 門司赤煉瓦プレイス）
- プロレスリングFREEDOMS 熊本福祉チャリティー大会（2017.5.20(土) くまもと森都心プラザホール）
- 大日本プロレス 福岡･門司赤煉瓦プレイス･赤煉瓦ホール大会（2017.3.17(金) 門司赤煉瓦プレイス）
- 全日本プロレス北九州大会（2017.1.8(水) 小倉北体育館）
- 松江だんだんプロレス 「松江だんだんプロレス 2016 Final」（2016.11.27(日) 島根県・松江イングリッシュガーデン）
- 超戦闘プロレスFMW 10月シリーズ「暴走儀式2016」（2016.10.10(月・祝) 海峡メッセ下関）
- 第43回徳山夏祭り～毛利道場 Presents FIGHT IN THE PARKⅡ（2016.7.30(土) 山口県周南市 青空公園 野外特設リング）
- 熊本地震復興チャリティープロレス「熊本ば元気にするバイ！！」（2016.7.24(日) イオンモール熊本クレア）
- プロレスリングFREEDOMS 福岡・北九州市門司赤煉瓦プレイス大会（2016.6.12(日) 門司赤煉瓦プレイス）
- DDTプロレスリング 「Road to Ryogoku 2016 in MOJI～ドラマティック・ドリーム・鶏かしわめし～」（2016.4.9(土)  門司赤煉瓦プレイス)
- ファーストチャリティフェスタ（2016.4.3(日)　やまぐちリフレッシュパーク）
- 松江だんだんプロレス 「BATTLE DIMENSION 5」Inスサノオカフェ（2016.3.6(日) 島根県・スサノオカフェ特設リング）
- プロレスリングFREEDOMS 福岡・北九州市門司赤煉瓦プレイス大会（2015.7.19(日) 門司赤煉瓦プレイス）
- プロレスリングFREEDOMS 大分・中津体育センター大会（2015.7.18(土) 中津体育センター）
- DDTプロレスリング 「Road to Ryogoku in KOKURA～ドラマティック・ドリーム・鶏かしわめし～」（2015.4.11(土) 北九州パレス）
- プロレスリングFREEDOMS 福岡・北九州市門司赤煉瓦プレイス大会（2014.7.19(日) 門司赤煉瓦プレイス）
- DDTプロレスリング 「Road to Ryogoku in KOKURA～ドラマティック・ドリーム・鶏かしわめし～」（2014.4.19(土) 北九州パレス）
- プロレスリングFREEDOMS 福岡県北九州パレス大会（2013.7.14(日) 北九州パレス）
- DDTプロレスリング 「Road to Ryogoku in KOKURA～ドラマティック・ドリーム・鳥かしわめし～」（2013.6.14(金) 小倉北体育館）
- 島根「吉賀町きん祭みん祭プロレス祭り」（2012.11.4(日) 島根県吉賀町基幹集落センター周辺）
- プロレスリングFREEDOMS 小倉大会 小倉西の聖地化計画第2弾!（2012.7.8(日) 北九州パレス）
- ふる里プロレス 小倉大会（2012.5.26(土) 小倉北体育館）
- プロレスリングFREEDOMS 小倉大会 小倉西の聖地化計画第1弾!（2011.11.11(金) 小倉北体育館）
- 全日本プロレス 「RISE UP TOUR 2011」 小倉大会（2011.5.27(金) 小倉北体育館）

## 特色

### オリジナルテーマソング
2014年1月1日にシンガーソングライターの英二の作詞作曲による「がむしゃらの花」（c/wかけがえのない自分）が発売された。

### オリジナルグッズ
がむしゃらプロレスはグッズ製作にも力を入れている。これまでに前述した10周年記念OFFICIAL BOOK、Tシャツ、トートバッグ、うちわ、ハンドタオル、パンフレットなどがある。また公式イベントにおいてはほぼ毎試合のDVDを制作、販売している。

### プロレス居酒屋「がむしゃら」
代表が経営して、がむしゃらの母体となっているプロレス居酒屋「がむしゃら」（北九州市小倉北区昭和町12-18）にはプロレスラーも数多く来店している。特に北九州市でプロレスの試合が行われる時には選手との交流会が開かれることもある。また北九州市を中心に福岡県内で行われるプロレス興行のチケットも取り扱っている。2015年10.31には15周年記念パーティーを11月1日には北九州芸術劇場で記念イベントが開催された。

### アニソンバー「アニうた☆スピリッツ」
プロレス居酒屋がむしゃら同様、代表が経営するアニソンバー「アニうた☆スピリッツ」（北九州市小倉北区紺屋町3-3 ウィステリアビル4階）にもたびたびアニソン歌手や声優、お笑いタレントらが来店している。同店の女性キャストで編成したグループは「アニスピガールズ」と呼ばれ、がむしゃらプロレスのイベントにおいて歌やダンスで盛り上げる。また売店などでも協力している。

### 恋するフォーチュンクッキー「がむしゃらプロレスVer.」
AKB48の「恋するフォーチュンクッキー」が2013年8月に発売されて以来、グループで踊ることが大流行していた。2014年1月18日、10周年記念の一環で選手や後援会会員で踊った「がむしゃらプロレスVer.」をYouTubeに発表。地元北九州市内の名所やプロレス関連施設をバックにほとんどの選手が参加し踊っている。さらに藤田ミノル、阿蘇山、アニスピガールズも参加して、その構成は趣向を凝らしたものになっている。

## メディア出演

### テレビ
- RKB「探検!九州」 2013.8.26(月)
- RKB「豆ごはん」 2012.6.28(木)
- NHK 九州沖縄スペシャル「林家三平のテツタビ」 2011.3.29(火)
- RKB「探検!九州」 2007.12.13(水)
- USTREAM「Good Job!TV!」(準レギュラー) 20:00(火)
- USTREAM「がむしゃらパラダイスTV」2014.12.2(火)20:00(不定期配信) ※21:00からアニスピ☆ガールズTV

### ラジオ
- FM KITAQ 78.5MHz「週刊がむしゃらプロレス」 21:00（火）